# Leptohyphes zalope
Leptohyphes zalope är en dagsländeart som beskrevs av Jay R. Traver 1958. Leptohyphes zalope ingår i släktet Leptohyphes och familjen Leptohyphidae. Inga underarter finns listade i Catalogue of Life.